# Piper perareolatum
Piper perareolatum är en pepparväxtart som beskrevs av C. Dc.. Piper perareolatum ingår i släktet Piper och familjen pepparväxter. Inga underarter finns listade i Catalogue of Life.